# Timothy Cherigat

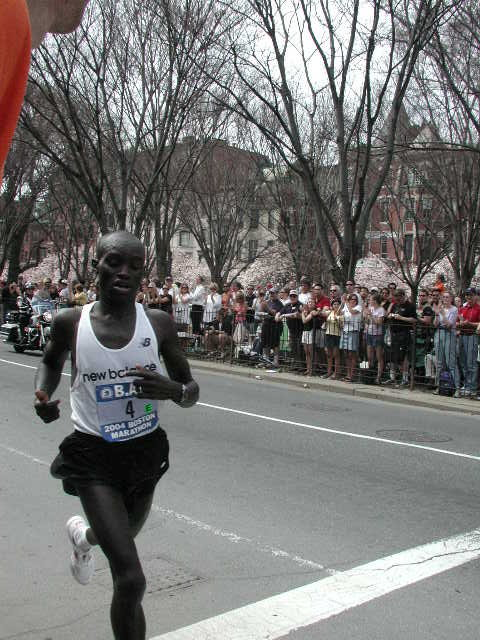
Timothy Cherigat beim Boston-Marathon 2004

Timothy Cherigat (* 29. Dezember 1976 in Chepkorio, Süd-Keiyo, Elgeyo-Marakwet County) ist ein kenianischer Marathonläufer.
2002 lief er beim San-Sebastián-Marathon mit 2:09:34 h die bislang (Stand November 2009) schnellste Zeit auf spanischem Boden.
2003 wurde er Vierter beim Boston-Marathon, und ein Jahr später gewann er dieses Rennen bei Temperaturen über 30 °C in 2:10:37 h. Beim New-York-Marathon 2004 belegte er den dritten Platz.
Cherigat ist Korporal der kenianischen Marine. In seinem Heimatort Chepkorio bei Eldoret hat er eine Tankstelle errichtet.